# 米田豊彦
米田 豊彦（よねだ とよひこ、1953年1月30日 - ）は、日本の実業家。一般社団法人徳島新聞理事社長。
徳島ヴォルティス取締役ゼネラルマネジャー、日本新聞協会理事などを歴任。

## 来歴
徳島県鳴門市生まれ。1971年徳島県立鳴門高等学校、1975年駒澤大学経済学部経済学科卒業。 同年、徳島新聞社入社。総務局、広告局、東京支社を経て1994年に広告部副部長。2000年事業部長。サッカー未経験者だが、新聞社の事業部長として地元のスポーツ興行を手掛けてきた実績を買われ、徳島ヴォルティス取締役GMに抜擢。2004年徳島ヴォルティス株式会社へ出向し取締役ゼネラルマネジャー（局次長待遇）。2007年3月末、徳島ヴォルティス取締役GMを退任。
2012年6月、徳島新聞社理事（財務・労務・関連会社・印刷担当）、総務局長を経て専務理事（統括・関連会社・NIE担当）。2016年6月、理事社長に就任。